# André Grizante
André Luiz Grizante (Nascido em São Caetano do Sul - Brasil no dia 26 de dezembro de 1976), foi atleta profissional de ciclismo de estrada de 1995 a 2010. Em 2013 sofreu um acidente de motocicleta onde teve fratura de acetábulo com compressão e esmagamento do nervo ciático, deixando uma lesão definitiva na perna esquerda. Após 3 anos do acidente resolveu retornar as atividades desportivas, mesmo depois de 7 anos afastado do esporte teve o convite de amigos para retornar as competições. 
Em 2017 obteve classificação funcional MC4 na 1° Etapa da Copa Brasil, onde conquistou o lugar mais alto do pódio na prova de resistência e foi convidado para integrar a Seleção Brasileira no Mundial de Paraciclismo na África do Sul, onde obteve ótimos resultados, sendo 15° colocado na prova de Contra-relógio e 11° colocado na prova de Resistência. No decorrer da temporada de reestreia ainda foi Campeão Brasileiro de Resistência de Contra-relógio MC4 e Campeão do Ranking Nacional MC4.
Como profissional tem títulos como campeão da primeira edição da Copa América de Ciclismo, em 2001. É também tricampeão da Prova Ciclística 1º de Maio/GP Ayrton Senna (1998, 2003 e 2004) e Campeão do Ranking Brasileiro em 2004, onde foi Campeão em 14 provas válidas pelo ranking neste ano. 

## Principais resultados
1991 - Avulso - MTBulista]]
Campeão - [[Prova Popular Federação Pa
1992 - Avulso - MTB
Campeão - Prova no Parque Central Santo André
1993 - Avulso - MTB
Campeão - Prova no Parque Central Santo André
1994 - Avulso - MTB
5° Colocado - Prova Tamboré
1995 - São Caetano - Bettini
3° Colocado - Capa São Paulo de Ciclismo
Campeão - Etapa A Matão
Vice-Campeão - Etapa B Matão
Campeão - Etapa Cajuru
Campeão - Etapa Guaíra
 Jogos Abertos - SP
Campeão - Prova de Criterium
Campeão - Paulista de Contrarrelógio
Vice-Campeão - Campeonato Paulista
Campeão - 2 Etapas
1996 - São Caetano - Bettini
 Jogos Regionais - SP
Campeão - Prova de Velocidade
Vice-Campeão - Prova de km contrarrelógio
 Jogos Abertos - SP
3° Colocado - Prova de Velocidade
Vice-Campeão - Campeonato Regional - LSC
Campeão - 3 Etapas
1997 - São Caetano - Cairu - Specialized
Campeão - 1 Etapa Campeonato Regional LSC
3° Colocado - Prova Ciclística 1º de Maio/GP Ayrton Senna
Campeão - Equipe - Jogos Regionais - SP
Campeão - Prova de Estrada
35° Colocado - Volta de Portugal ao Futuro
10° Colocado - Etapa 2
Vice-Campeão - Equipe - Jogos Abertos - SP
6° Colocado - Prova de Estrada
1998 - São Caetano - Pirelli - G.Bike - SP
Campeão - Prova Ciclística 1º de Maio/GP Ayrton Senna
Campeão  Classificação por pontos da Volta do Litoral Paranaense
Campeão - Etapa 2
Vice-Campeão - Etapa 5
Campeão  Classificação por pontos da Torneio de Santa Bárbara D'Oeste
Campeão - Equipe - Jogos Regionais - SP
Campeão - Prova de Estrada
Vice-Campeão - Prova Ciclística 9 de Julho
4° Colocado - Volta Internacional do Grande ABC
Campeão - Equipe - Jogos Abertos - SP
Vice-Campeão - Prova de Estrada
Campeão - GP Tribuna de Ciclismo
Campeão -  Classificação Geral da Semana Olímpica de Ciclismo
3° Colocado - Etapa 1 - Montanha
Campeão - Etapa 2 - Criterium
5° Colocada - Etapa 3 - Estrada
Vice-Campeão - Circuito Rio de Janeiro de Ciclismo
Campeão - Campeonato Regional - LSC
Campeão - 5 Etapas
Campeão - Paulista de Montanha
1999 - São Caetano - Pirelli - G.Bike - SP
4° Colocado - Torneio de Verão
5° Colocado - Etapa 1
4° Colocado - Etapa 4
Campeão - Abertura Campeonato Paulista
Rutas de América
Campeão - Etapa 2
3º Colocado - Etapa 3
Campeão -  Classificação Geral do Torneio Internacional de Araras]]
Campeão - Equipe - Jogos Regionais - SP
Campeão - Prova de Velocidade
Campeão - Prova de Estrada
Campeão - Prova São Salvador - RJ
Campeão - Prova Natividade da Serra - RJ
Campeão - Equipe - Jogos Abertos - SP
Vice-Campeão - Prova Velocidade
2000 - São Caetano - Pirelli - G.Bike - SP
3º Colocado - Torneio Internacional de Araras
Vice-Campeão - Prova Ciclística 1º de Maio/GP Ayrton Senna
Campeão - Volta Ciclística do Rio de Janeiro
3º Colocado - Prova Ciclística 9 de Julho
Campeão - Prova São Salvador - RJ
4º Colocado - Volta Ciclística do Grande ABC
Jogos Abertos - SP
Vice-Campeão - Prova de Criterium
3º Colocado - Etapa 2 da Volta Córdoba - Argentina
2001 - São Caetano - Pirelli - G.Bike - SP
Campeão - Copa América de Ciclismo
Campeão - Prova A Regional Argentina "La plata"
Campeão - Prova C Regional Argentina "La plata"
Vice-Campeão - Equipe - Jogos Regionais - SP
3° Colocado - Classificação Geral Volta Ciclística do Rio de Janeiro
Campeão - Etapa 2
Vice-Campeão - Etapa 3
Vice-Campeão - Etapa 5
2002 - São Caetano - Pirelli - G.Bike - SP
Campeão - Etapa 5 Volta do Litoral Paranaense
Campeão - Equipe - Jogos Regionais - SP
Vice-Campeão - Prova de Estrada
4º Colocado - Prova Ciclística 9 de Julho
Campeão - Equipe - Jogos Abertos - SP
Campeão - Prova de Estrada
3° Colocado - Campeonato Brasileiro de Estrada
Campeão - GP Cidade de São Paulo
2003 - Caloi - Suzano
3º Colocado - Copa América de Ciclismo
Vice-Campeão - Volta de Goiás - Caldas Novas
Campeão - Etapa 1
Campeão - Etapa 4
Campeão -  Classificação Geral da Volta do Pantanal
Campeão - Etapa 2
Campeão - Etapa 3
Campeão - Prova Ciclística 1º de Maio/GP Ayrton Senna
Campeonato Mundial B - Aigle Suiça Integrante da seleção Brasileira
Campeão - Etapa 4 da Volta Ciclística de Santa Catarina
2004 - Extra - Caloi - Suzano
Campeão -  Classificação por pontos da Volta Ciclística de São Paulo
Campeão - Prólogo
Campeão - Etapa 3
Campeão - Etapa 8
8º Colocado - Classificação Geral do Torneio de Verão
Campeão -  Classificação por pontos da Torneio de Verão
Campeão - Etapa 2
Campeão - Etapa 4b
Campeão -  Classificação Geral da Volta Ciclística de Porto Alegre
Campeão - Etapa 1
Campeão - Etapa 2
Campeão - Etapa 3
Campeão - Etapa 4
Campeão  Classificação por pontos da Volta do Litoral Paranaense
Campeão - Etapa 2
Campeão - Etapa 3
Campeão - Prova Ciclística 1º de Maio/GP Ayrton Senna
3º Colocado - Prova Ciclística 9 de Julho
Campeão -  Classificação Geral da Volta do Pantanal
Campeão - Etapa 2
Campeão - Etapa 3
Vice-Campeão - Prova Speedy Bike de Recife
Campeão Ranking Nacional
2005 - Extra - Caloi - Suzano
Volta Ciclística de São Paulo
Campeão - Etapa 2
Campeão - Etapa 4
2006 - Extra - Caloi - Suzano
Volta Ciclística de São Paulo
3° colocado - Etapa 7
Volta do Litoral Paranaense
Campeão - Etapa 4
Campeão - Etapa 5
Volta de Santa Catarina
5° Colocado - Etapa 5
2007 - Scott - Marcondes César - São José dos Campos
Campeão - Equipe Torneio de Verão
5º Colocado - Etapa 2
5º Colocado - Etapa 3
Vice-Campeão - GP Tribuna de Ciclismo
2008 - Scott - Marcondes César - São José dos Campos
Vice-Campeão - Copa Campo Grande
2009 - São Caetano - Cesc Sundown - Nossa Caixa
Campeão - Equipe Jogos Regionais - SP
Campeão - Equipe Jogos Abertos - SP
Giro do Interior Barra Bonita
Campeão Contrarrelógio por Equipe - Etapa 1
Campeão - Copa Sundown
Campeão - Etapa 2
Vice-Campeão - Etapa 3
Campeão - Etapa 5
2010 - Guarulhos
3° Colocado - Etapa 1 Campeonato Regional - LSC
2017 - São Caetano - Classe MC4
Copa Brasil de Paraciclismo Indaiatuba
Campeão - Resistência
Vice-Campeão - Contrarrelógio
Copa Brasil de Paraciclismo Goiânia
3° colocado - Resistência
Vice-Campeão - Contrarrelógio
Vice-Campeão Copa Brasil de Paraciclismo
Campeonato Mundial Paraciclismo África do Sul
11° colocado - Resistência
15° colocado - Contrarrelógio
Campeonato Brasileiro Paraciclismo Rio de Janeiro
Campeão - Prova de Estrada (Resistência)
Campeão - Contrarrelógio
Campeão Ranking Nacional MC4
2018 - São Caetano - Classe MC4
Copa Brasil de Paraciclismo Indaiatuba
Campeão - Resistência
3° colocado - Contrarrelógio
Copa Brasil de Paraciclismo Leme
Campeão - Contrarrelógio
Campeão - Resistência
Campeão Copa Brasil - Classificação Geral
TOP 10 Campeonato Mundial Paraciclismo Maniago-Italy
9° colocado - Resistência
Campeão Circuito Pan-Americano Paraciclismol São Caetano do Sul-Brasil
Campeão - Contrarrelógio
Campeão - Resistência
Campeonato Brasileiro Paraciclismo São Carlos
Campeão - Prova de Estrada
Vice-Campeão - Contrarrelógio
Campeão Ranking Nacional MC4
2019 - São Caetano - Classe MC4
Copa Brasil de Paraciclismo Maringá
Vice-Campeão - Resistência
Vice-Campeão - Contrarrelógio
Copa Brasil de Paraciclismo Brasília
Vice-Campeão - Resistência
Vice-Campeão - Contrarrelógio
Copa Brasil de Paraciclismo Leme
Campeão - Contrarrelógio
Campeão - Resistência
Campeão Circuito Pan-Americano Paraciclismo
Etapa Brasil-Diadema
Vice-Campeão - Contrarrelógio
Campeão - Resistência
Jogos Parapan-Americano Lima-Peru
5 - Colocado Geral Estrada/ 1 colocado MC4
Contrarrelógio Parapan LIMA
17 - Colocado Geral Contrarrelógio/ 2 colocado MC4
Vice-Campeonato Brasileiro Paraciclismo São Carlos
Vice-Campeão - Prova de Estrada (Resistência)
Vice-Campeão - Contrarrelógio
Vice-Campeão Ranking Nacional MC4
2020 - São Caetano - Classe MC4
Copa Brasil de Paraciclismo Paulínia
Campeão - Resistência
Campeão Ranking Nacional MC4
Ranking Mundial Paraciclismo UCI MC4
7 - Colocado
2021 - São Caetano - Classe MC4
Campeonato Mundial Paraciclismo Estoril-Portugal
6° colocado - Resistência
12° colocado - Contrarrelógio
[[Jogos Paraolímpicos - Tokyo/Japão
7 - Colocado MC4 - 4km Perseguição
16 - Colocado Geral - Km
7 - Colocado MC4 - Contrarrelógio
21 - Colocado Geral - Estrada Resistencia
Campeonato Brasileiro Paraciclismo São Carlos
Campeão - Prova de Estrada (Resistência)
Campeão - Contrarrelógio
Campeão Ranking Nacional MC4
Ranking Mundial Paraciclismo UCI MC4
9 - Colocado
2022 - São Caetano - Classe MC4
Campeonato Pan-americano Pista Brasil-Maringá
Campeão - km/contrarrelógio
Campeão - Perseguição Individual
Vice-Campeão - Scratch
Vice-Campeão - Omnium
Campeonato Pan-americano Estrada Brasil-Maringá
Campeão - Resistência
Campeão - Contrarrelógio
[[Copa Brasil de Paraciclismo Ribeirão Preto]
3 Lugar - Resistência
Campeão - Contrarrelógio
Copa Brasil de Paraciclismo Leme
Campeão - Resistência
Campeão - Contrarrelógio
Copa Brasil de Paraciclismo João Pessoa
Vice-Campeão - Contrarrelógio
Campeão - Resistência
Campeão Copa Brasil - Classificação Geral
Campeonato Brasileiro Paraciclismo São Carlos
Vice-Campeão - Prova de Estrada (Resistência)
Campeão - Contrarrelógio
Campeão Ranking Nacional MC4
Copa do Mundo Paraciclismo Bélgica-Oostende
9 Lugar - Prova de Estrada
17 Lugar - Contrarrelógio
Copa do Mundo Paraciclismo Germany-Elzch
9 Lugar - Prova de Estrada
16 Lugar - Contrarrelógio
Copa do Mundo Paraciclismo Canadá-Quebec
12 Lugar - Prova de Estrada
13 Lugar - Contrarrelógio
Campeonato Mundial Paraciclismo Canadá -Baie Comeau
8° colocado - Resistência
10° colocado - Contrarrelógio
Campeão Ranking Nacional MC4
Ranking Mundial Paraciclismo UCI MC4
7 - Colocado
2023 - São Caetano - Classe MC4
[[Copa Brasil de Paraciclismo Ribeirão Preto]
Vice-Campeão - Resistência
Campeão - Contrarrelógio
Copa do Mundo Paraciclismo Itália-Maniago
3 Lugar (Bronze) - Prova de Estrada
16 Lugar - Contrarrelógio
Copa do Mundo Paraciclismo Bélgica-Oostende
Campeão - Prova de Estrada
18 Lugar - Contrarrelógio
Campeonato Brasileiro Paraciclismo Leme
Campeão - Prova de Estrada (Resistência)
Campeão - Contrarrelógio
Campeonato Mundial Paraciclismo Escócia-Glasgow
10° colocado - Resistência
19° colocado - Contrarrelógio
[Jogos Parapan-Americanos - Santiago/Chile
Provas de Pista]
4 - Colocado Geral/ 1 colocado MC4 - 4km Perseguição
16 - Colocado - Km/ 2 colocado MC4
Provas de Estrada
15 - Colocado Geral/ 2 colocado MC4 - Contrarrelógio
8 - Colocado Geral/ 2 colocado MC4 - Resistencia
Campeão Ranking Nacional MC4
Ranking Mundial Paraciclismo UCI MC4
9 - Colocado
2024 - São Caetano - Classe MC4
Campeonato Brasileiro Paraciclismo Pista Indaiatuba
Campeão - Perseguição Individual
Campeão - Scratch
Vice-Campeão - Omnium
Campeonato Mundial Paraciclismo Pista Rio de Janeiro-Brasil
8° colocado - Scratch
11° colocado - Eliminação
[Copa Brasil de Paraciclismo Natal]
Campeão - Resistência
Campeão - Contrarrelógio
Copa do Mundo Paraciclismo Bélgica-Oostende
9 colocado - Prova de Estrada
18 Lugar - Contrarrelógio
[Copa Brasil de Paraciclismo Leme]
Vice-Campeão - Resistência
Campeão - Contrarrelógio
Campeonato Brasileiro Paraciclismo João Pessoa
3 colocado - Prova de Estrada (Resistência)
Campeão - Contrarrelógio
Campeonato Mundial Paraciclismo Zurich-Suiça
10° colocado - Resistência
17° colocado - Contrarrelógio
[Copa Brasil de Paraciclismo Ribeirão Preto]
3 colocado - Resistência
Campeão - Contrarrelógio
Campeão Ranking Nacional MC4
Ranking Mundial Paraciclismo UCI MC4
11 - Colocado
2025 - São Caetano - Classe MC4
Campeonato Brasileiro Paraciclismo Pista Indaiatuba
Campeão - Scratch
Campeão - Eliminação
Bronze - 200m Velocidade
[Copa Brasil de Paraciclismo Indaiatuba]
Vice Campeão - Resistência
3 colocado - Contrarrelógio